# Fédération écossaise de basket-ball
La Fédération écossaise de basket-ball, ou SBA (Scottish Basketball Association) est une association, fondée en 1947, chargée d'organiser, de diriger et de développer le basket-ball en Écosse.
La Fédération représente le basket-ball auprès des pouvoirs publics ainsi qu'auprès des organismes sportifs nationaux et internationaux et, à ce titre, l'Écosse dans les compétitions internationales. Elle défend également les intérêts moraux et matériels du basket-ball écossais. Elle est affiliée à la FIBA depuis 1947, ainsi qu'à la FIBA Europe.
Elle est l'une des fédérations à l'origine de la Fédération britannique de basket-ball.
La Fédération organise également le championnat national.